# قائمة المذابح التي نفذت خلال فترة حرب 1948
هذه قائمة جزءية بالمذابح خلال فترة حرب 1948
| الاسم                                    | التاريخ               | المنفذ                           | إجمالي القتلى                                       |
| ---------------------------------------- | --------------------- | -------------------------------- | --------------------------------------------------- |
| هجوم على باص "إيجد" رقم 2094             | 30 تشرين الثاني 1947  | مسلحين عرب                       | 5 يهود                                              |
| تفجير باصات في حيفا ورام الله            | 12 كانون الأول 1947   | ميليشيات يهودية                  | 20 عربي 5 يهود 2 بريطان و 30 جريح                   |
| الطيرة                                   | 12 كانون أول 1948     | الإرجون                          | 13                                                  |
| مذبحة الخصاص                             | 18 كانون أول 1948     | الهجاناه                         | 10                                                  |
| إلقاء قنبلة على مقهى بوابة دمشق في القدس | 29 كانون أول 1948     | الإرجون                          | 15                                                  |
| مصفاة بترول حيفا                         | 30 كانون أول 1948     | الإرجون                          | 39                                                  |
| مذبحة بلد الشيخ                          | 1 كانون ثاني 1948     | الهاجاناه                        | أكثر من 17                                          |
| تفجير بوابة يافا في القدس                | 7 كانون ثاني 1948     | الإرجون                          | 15-20                                               |
| مجزرة سعسع في قضاء صفد                   | 14 شباط 1948          | البالماخ                         | 60 شخصا من أبناء القرية، معظمهم من النساء والأطفال. |
| تفجيرات شارع ابن يهودا بالقدس            | 11 شباط 1948          | ميليشيات عربية ومسلحين بريطانيين | 58 يهوديا                                           |
| تفجير مبنى الوكالة اليهودية              | 11 آذار 1948          | مسلحين عرب                       | 13 قتيلا يهوديا، 84 جريحا                           |
| ميليشيات عربية                           | 50-160 يهوديا (تقدير) |                                  |                                                     |
| مذبحة الطنطورة                           | 22 أيار 1948          | قوات يهودية                      | 110-230                                             |
| اللد والرملة                             | 11-12 تموز 1948       | قوات يهودية                      | العشرات                                             |
| صقرير                                    | 29 آب 1948            | الجيش الإسرائيلي                 | 10                                                  |
| مذبحة الدوايمة                           | 29 تشرين أول 1948     | الجيش الإسرائيلي                 | 80-100                                              |
| مجزرة الصفصاف                            | 29 تشرين أول 1948     | الجيش الإسرائيلي                 | 50-70                                               |
| صلحا                                     | 30 تشرين أول 1948     | الجيش الإسرائيلي                 | 60-80                                               |
| مجزرة عيلبون                             | 30 تشرين أول 1948     | الصهاينة اليهود                  | 13                                                  |
| مجد الكروم                               | 30 تشرين أول 1948     | الجيش الإسرائيلي                 | 12                                                  |
| مجزرة حولا                               | 31 تشرين أول 1948     | الجيش الإسرائيلي                 | 35-58                                               |
| عرب المواسي                              | 2 تشرين ثاني 1948     | الجيش الإسرائيلي                 | 14                                                  |

## وصلات خارجية
- فيلم وثائقي من إخراج وإنتاج هشام زريق، يروي قصة مجزرة عيلبون في فلسطين عام 48